# 라플로리다
라플로리다(스페인어: La Florida)은 칠레 산티아고 수도주 산티아고 현의 도시이자 코무나이다.